# اندانست
اندانست (به فرانسوی: Andancette) یک کمون در فرانسه است که در Canton of Saint-Vallier واقع شده‌است.

## خصوصیات
اندانست ۵٫۹۸ کیلومترمربع مساحت و ۱٬۲۴۹ نفر جمعیت دارد و ۱۳۸ متر بالاتر از سطح دریا واقع شده‌است.